# سنگ‌آباد (کوثر)
سنگ‌آباد روستایی است که در استان اردبیل، شهرستان کوثر، بخش مرکزی، دهستان سنجبد غربی قرار دارد.

## جمعیت
بر اساس سرشماری سال ۱۳۸۵ جمعیت این روستا ۱۳۷۸ نفر با ۲۱۶ خانوار بوده‌است.
این روستا بزرگترین و یکی از ثروتمندترین روستاهای شهرستان کوثر می باشد.
شغل مردم روستا کشاورزی و باغداری و برخی مشاغل آزاد است. سالانه مقدار بسیار زیادی گندم در زمین های آبی و دیم روستا کشت می‌شود که سهم عمده ای در میزان تولید گندم شهرستان دارد، همچنین محصولات جالیزی به خصوص گوجه فرنگی نیز به میزان زیادی در روستا تولید می‌شود که دارای مرغوبیت و شهرت فراوانی است. طی سال های اخیر به علت بیکاری و عدم توسعه شغلی، درصد زیادی از جمعیت روستا با مهاجرت به شهرهایی چون کرج، قزوین و تهران، در صنف فروش مرغ و ماهی مشغول به کار شده و در این شهرها سکونت گزیده اند. 
سنگ آباد، همه ساله در دهه اول محرم، شاهد برگزاری  بزرگترین مراسم عزاداری امام حسین در سطح منطقه است و در این زمینه جمعیت انبوهی را به خود جذب می کند. همچنین بسیاری از همایش ها و مناسبت های دینی و فرهنگی نیز در روستا برگزار می شود.

## تاریخ
اواخر حکومت اق قویونلوها ایل‌های قزل باش از اناطولی و شرق سواحل مدیترانه و فلات ایران برای حمایت از شاه اسماعیل و برپایی حکومت وارد اذربایجان شدن که بسیاری از ان‌ها در جای جای اذربایجان و ایران مستقر شدن که یکی از این نقاط منطقه روستای سنگ اباد بود که جزوی از ایل شاملو در این منطقه مستقر شدند.
به دلیل همین زمان بنیان این روستا را اواخر حکومت اق قویونلو تا اوایل حکومت صفویان می دانند و طبق کشف بقایای زره و تسلیحات جنگی قزلباش‌ها این گفته ثابت شده.🔺منبع : نقش تورکان آناتولی در تشکیل و توسعه دولت صفوی .